# Kaizoku Sentai Gokaiger
Kaizoku Sentai Gokaiger (海賊戦隊ゴーカイジャー, Kaizoku Sentai Gōkaijā) is de 35e Super Sentai-serie, die van 13 februari 2011 tot 19 februari 2012 vertoond werd in Japan op TV Asahi. De serie is een productie van Toei Company en telt 51 afleveringen.
Het primaire thema van de serie is piraten. Tevens hebben de protagonisten in de serie de beschikking over de krachten van alle voorgaande 34 Super Sentai-teams. Daarmee breekt de serie de traditie om elke Super Sentai-serie als een afzonderlijke productie te beschouwen, waarbinnen geen referenties naar voorgaande series voorkomen. Dit gebeurde eerder al in Taiyou Sentai Sun Vulcan.
Beeldmateriaal uit de serie diende als basis voor de Amerikaanse serie Power Rangers Super Megaforce

## Productie
Op 30 juli 2010 liet Toei de titel Kaizoku Sentai Gōkaijā vastleggen als handelsmerk voor haar Super Sentai-producten. Het Japanse octrooibureau keurde deze vastlegging op 26 augustus 2010 goed. De serie zelf werd officieel aangekondigd tijdens het Super Sentai VS Theater-programma op 26 december 2010. Op 29 en 30 januari 2011 werd de serie ingeluid met een introductie van de personages in de Tokyo Dome City.

## Plot
Bij aanvang van de serie begint een buitenaards invasieleger genaamd Universal Empire Zangyack (宇宙帝国ザンギャック, Uchū Teikoku Zangyakku) een aanval op de aarde. Om de aanval af te slaan spannen alle 34 Super Sentai-teams uit de vorige series samen in een strijd die bekend komt te staan als de Legendarische oorlog (レジェンド大戦, Rejendo Taisen). De Sentaiteams kunnen de aanval stoppen, maar moeten hiervoor hun krachten opofferen. Deze krachten worden nadien opgeslagen in speciale sleutels genaamd Ranger Keys, welke door het heelal worden verspreid.
Dan arriveert op een dag een groep jonge piraten vanuit de ruimte op de aarde. Ze zijn op zoek naar "De Grootste Schat in het Universum" (宇宙最大の宝, Uchū Saidai no Takara). Bij hun aankomst worden ze echter geconfronteerd met de Zangyack, die blijkbaar een nieuwe vloot hebben opgebouwd en nu een tweede invasiepoging doen onder leiding van prins Warz Gill. Omdat de piraten zelf ook vaker conflicten hebben gehad met de Zangyack, besluiten ze de aarde tegen de Zangyack te verdedigen als Gokaigers. Ze maken gebruik van de Ranger Keys; speciale sleutels die hen de krachten van de vorige 34 Super Sentai-teams kunnen geven. In aflevering 17 krijgen ze versterking van een zesde teamlid; Gai Ikari.
Om de grootste schat te vinden, moeten de Gokaigers alle zogenaamde “grotere krachten” van de verschillende Sentaiteams bemachtigen. Ze worden hierin gehinderd door niet alleen de Zangyack, maar ook een andere piraat genaamd Basco. Uiteindelijk bemachtigen de Gokaigers 30 van de 35 grotere krachten, en Basco 5. Om de laatste vijf ook te krijgen, verslaan de Gokaigers Basco in een duel. Ook verslaan ze Warz Gill, waarna Keizer Akudosu Gill persoonlijk naar de aarde komt om de invasie te overzien.
Uiteindelijk bemachtigen de Gokaigers alle krachten van de 34 Sentaiteams en verkrijgen de ultieme schat; een goudkleurige piramide die de macht heeft om eenmalig het verleden en de realiteit te veranderen, maar hiervoor wel de krachten van alle 34 Sentaiteams zal gebruiken waardoor het zal zijn alsof deze teams nooit hebben bestaan. Wanneer de Zangyack met hun nieuwe vloot een grootscheepse invasie starten zijn de Gokaigers geneigd de schat te gebruiken om het universum te veranderen naar een universum waarin de Zangyack nooit bestaan hebben, maar uiteindelijk besluiten ze hiervan af te zien omdat ze niet de krachten van de 34 Super Sentaiteams op willen offeren. In plaats daarvan bevechten ze de Zangyack eigenhandig en weten de invasie af te slaan. Akudosu Gill komt in het gevecht om en daarmee valt het rijk van de Zangyack uiteen.
Aan het eind van de serie verlaten de Gokaigers de aarde om de op een na grootste schat in het universum te zoeken, welke mogelijk op de thuisplaneet van de Zangyack ligt.

## Personages

### Gokaigers
De Gokaigers zijn de protagonisten van de serie. Ze zijn jonge ruimtepiraten die met hun schip, de Gokai Galleon, naar de aarde zijn gekomen.
- Captain Marvelous/Gokai Red (キャプテン・マーベラス／ゴーカイレッド, Kyaputen Māberasu/Gōkai Red): de kapitein van de Gokai, en tevens de teamleider. Voor aanvang van de serie was hij lid van een groep genaamd De Rode Piraten, samen met Basco en AkaRed. Samen verzamelden ze de Ranger Keys, totdat Basco hen verraadde. Alleen Marvelous kon ontkomen en richtte nadien zijn eigen piratencrew op. Hij neemt zijn taken als leider erg serieus, maar zijn daden zijn vaak onvoorspelbaar.
- Joe Gibken/Gokai Blue (ジョー・ギブケン／ゴーカイブルー, Jō Gibuken/Gōkai Burū): de eerste stuurman. Hij is kalm en erg serieus. Hij was ooit lid van de Zangyack, maar keerde zich tegen hen toen hij de opdracht kreeg een groep gevangen kinderen te vermoorden. Hij werd toen ter dood veroordeeld voor insubordinatie, maar gered door Marvelous, die hem tot lid van zijn crew maakte.
- Luka Millfi/Gokai Yellow (ルカ・ミルフィ／ゴーカイイエロー, Ruka Mirufi/Gōkai Ierō): Een tomboy die vaak het kraaiennest van het schip bemand. Ze is de infiltratie-expert van het team. Ze is verzot op geld en grijpt elke kans aan het te krijgen. Tevens beschikt ze over een verzameling kostbare juwelen. Ze beschouwt Ahim als een surrogaatzusje.
- Don Dogoiyer/Gokai Green (ドン･ドッゴイヤー／ゴーカイグリーン, Don Dogoiyā/Gōkai Gurīn): de technicus en kok van het team. Hij is altijd opgewekt en eerlijk. Hij vertrouwt in gevechten het liefst op stealth en trucs en improviseert vaak tijdens gevechten. Hij is de enige die zich zorgen maakt over de alsmaar hoger wordende prijs die op hun hoofd staat, uit angst dat deze meer vijanden zal aantrekken.
- Ahim de Famille/Gokai Pink (アイム・ド・ファミーユ／ゴーカイピンク, Aimu do Famīyu/Gōkai Pinku): het nieuwste lid van de groep totdat Gai kwam, en derhalve nog onervaren met piraterij. Ze was princes van de planeet Famille, totdat de Zanyack deze veroverden en vernietigden. Ze is erg gemanierd en doet vaak dienst als diplomaat van de groep.
- Gai Ikari/Gokai Silver (伊狩 鎧/ゴーカイシルバー, Ikari Gai/Gōkai Shirubā): De enige van de Gokaigers die van de aarde zelf komt. Hij is een groot fan van de Super Sentai-teams en weet vrijwel alles over hen. Ook kan hij erg enthousiast reageren als hij een voormalige Sentaikrijger ontmoet. Tot verbazing van de ander Gokaigers blijkt hij bij zijn debuut ook over een ranger key te beschikken, en staat hij erop dat ze hem bij hun groep laten. In de aflevering erop blijkt dat hij zijn krachten gekregen heeft van de geesten van drie gestorven Sentaikrijgers, Abare Killer, Time Fire, en Dragon Ranger, die hem in een droom opzochten terwijl hij in het ziekenhuis lag. Gai kan ook veranderen in een speciale, gepantserde versie van Gokai Silver genaamd Gold Mode (ゴールドモード, Gōrudo Mōdo), waarin hij de krachten van 15 speciale sentaikrijgers tegelijk gebruikt.

### Bondgenoten
- Navi (ナビィ, Nabyi): een robotpapegaai die de Gokaigers vergezeld op hun tocht. Hij geeft geregeld hints over waar de grote schat die de Gokaigers zoeken mogelijk ligt. Later blijkt hij zelf de toegangspoort tot deze schat te zijn.
- Aka Red (アカレッド, Aka Reddo): een mysterieuze Sentaikrijger die de krachten bezit van alle rode Sentaikrijgers. Hij verscheen eerder al eens in de special GoGo Sentai Boukenger vs. Super Sentai. Na de legendarische oorlog maakte hij samen met Marvelous en Basco een reis door de ruimte om de Ranger Keys op te sporen. Hij was van plan ze terug te geven aan de rechtmatige eigenaars, maar zowel Marvelous als Basco wilden de keys liever gebruiken om de grootste schat in het universum te vinden. Nadat Basco hen verraadde, gaf hij de keys aan Marvelous zodat hij het Gokaigerteam kon samenstellen.

Gedurende de serie hebben een groot aantal personages uit vorige Super Sentai-series een gastoptreden:
- Kai Ozu en Houka Ozu uit Mahou Sentai Magiranger
- Marika Reimon, Koume Kodou, Doggie Kruger en Banban Akaza uit Tokusou Sentai Dekaranger
- Jyan Kandou en Master Xia Fu uit Juken Sentai Gekiranger
- Kakeru Shishi uit Hyakujuu Sentai Gaoranger
- Kaoru Shiba uit Samurai Sentai Shinkenger
- Kyousuke Jinnai uit Gekisou Sentai Carranger
- De vijf Goseigers uit Tensou Sentai Goseiger
- Mikoto Nakadai en Yukito Sanjo uit Bakuryuu Sentai Abaranger
- Hyuuga uit Seijuu Sentai Gingaman
- Satoru Akashi uit GoGo Sentai Boukenger
- Matsuri Tatsumi en Shou Tatsumi uit Kyuukyuu Sentai GoGo-V
- Yousuke Shiina, Nanami Nono en Kouta Bitou uit Ninpuu Sentai Hurricaneger
- Gai Yuki uit Choujin Sentai Jetman
- Joh Ohara uit Choujuu Sentai Liveman
- Goro Hoshino en Momo Maruo uit Chouriki Sentai Ohranger
- Tenkasei Ryu uit Gosei Sentai Dairanger
- Sosuke Esumi en Miu Suto uit Engine Sentai Go-onger
- Kenta Date uit Denji Sentai Megaranger
- Domon uit Mirai Sentai Timeranger
- Shirou Akebono uit Battle Fever J
- Ninjaman en Tsuruhime uit Ninja Sentai Kakuranger
- Takayuki Hiba uit Taiyou Sentai Sun Vulcan
- Sho Hayate uit Dengeki Sentai Changeman
- Dai uit Choushinsei Flashman
- Akira uit Hikari Sentai Maskman
- Remi Hoshikawa uit Chikyuu Sentai Fiveman
- Goushi uit Kyouryuu Sentai Zyuranger
- Tsuyoshi Kaijo uit Himitsu Sentai Goranger

### Zangyack
De Space Empire Zangyack (宇宙帝国ザンギャック, Uchū Teikoku Zangyakku) is een buitenaards invasieleger dat ooit verslagen is door de vorige 34 Super Sentai-teams, maar nu een tweede invasie onderneemt. Hun hoofdkwartier is een schip dat eruitziet als een enorme strijdwagen genaamd Gigant Horse (ギガントホース, Giganto Hōsu). In de laatste aflevering wordt dit schip gekaapt door de Gokaigers en gebruikt om de gehele invasievloot van de Zangyack mee te verslaan.
- Emperor Akudosu Gill (皇帝アクドス・ギル, Kōtei Akudosu Giru): de keizer van de Zangyack. Nadat zijn zoon is omgekomen in gevecht met de Gokaigers komt hij zelf naar de aarde om de invasie te leiden.Wanneer hij de Gokaigers echter Damarasu ziet bevechten, besluit hij de invasie af te blazen en zich eerst volledig op het verslaan van de Gokaigers te richten. Nadat de Gokaigers zijn leger uitschakelen bevecht hij hen persoonlijk, en komt in dit gevecht om.
- Commandant Warz Gill (司令官ワルズ・ギル, Shireikan Waruzu Giru): de zoon van de keizer van de Zangyack. Hij heeft de leiding over de nieuwe invasie op aarde. Hij probeert ten kostte van alles respect te winnen, maar is erg paranoïde en laat maar wat graag anderen het gevecht voor hem opknappen. Wanneer hij uiteindelijk toch zelf ten strijde trekt tegen de Gokaigers met een oorlogsmachine genaamd de Great Warz, wordt hij samen met deze machine door hen vernietigd.
- Chief of Staff Damarasu (参謀長ダマラス, Sanbōchō Damarasu) de strateeg en tweede bevelhebber van de Zangyack, die Warz Gill vergezeld in opdracht van de keizer. Hij was het die Basco inhuurde om de Gokaigers te verslaan. Na de dood van Warz wordt hij door keizer Akudosu Gill uit zijn taak ontheven en gevangengezet. Hij krijgt een kans vergeving te krijgen voor zijn daden door persoonlijk kapitein Marvelous te executeren. Hij komt om het leven tijdens Doc’s poging de gevangen Gokaigers te redden.
- Development Technical Officer Insarn (開発技官インサーン, Kaihatsu Gikan Insān): een Zangyackwetenschapper die het leger voorziet van wapens. Ze is ook verantwoordelijk voor de machine waarmee verslagen monsters weer tot leven gebracht kunnen worden. In aflevering 48 ontdekt ze dat ze geen nut meer heeft voor Akudosu Gill, en gaat zelf het gevecht met de Gokaigers aan in de hoop zich te bewijzen. Ze komt in dit gevecht om. Direct na haar dood blijkt dat Akudosu haar slechts als afleidingsmanoeuvre gebruikte om zijn vloot ongezien naar de aarde te laten komen.
- Special Duty Officer Barizorg (特務士官バリゾーグ, Tokumu Shikan Barizōgu): een cyborg die volledig trouw is aan Waruzu Giru. Later blijkt dat hij ooit Sid Bamick was; een vriend van Joe. Waruzu Giru heeft hem veranderd in een cyborg die zich niks meer van zijn oude leven kan herinneren. Joe probeert in de serie kostte wat het kost om Sid terug te krijgen, maar wanneer hij inziet dat dit niet meer mogelijk is doodt hij Barizorg in een gevecht. Na Barizorg’s dood verschijnt Sid’s geest nog eenmaal aan Joe en vergeeft hem.
- Dyrandoh (ダイランドー, Dairandō): een lid van de keizerlijke elitetroepen. Hij vergezelt Akudosu Gill wanneer deze naar de aarde komt en neemt daar Damarasu’s taak als tweede bevelhebber over. Hij is erg arrogant en zelfverzekerd, en beschouwt de gevechten waar hij aan deelneemt meer als een spel. Hij wordt tijdens de laatste invasie van de Zangyack gedood door de Gokaigers.
- Gormin Sailors (兵隊ゴーミン, Heitai Gōmin): de soldaten van de Zangyack
- Zugormin Non-Commissioned Officers (下士官スゴーミン, Kashikan Sugōmin): elitesoldaten gewapend met kanonnen. Ze kunnen zich veranderen in gevechtsvliegtuigen of een motorfiets.
- Action Commanders (行動隊長, Kōdō Taichō): de monsters van de Zangyack.

### Andere antagonisten
- Basco ta Jolokia (バスコ・タ・ジョロキア, Basuko ta Jorokia): een kaper die ooit samenwerkte met AkaRed en Marvelous, maar hen uiteindelijk verraadde aan de Zanyack. Hij beschikt over een speciale trompet, waarmee hij met behulp van de Ranger Keys andere Sentaikrijgers kan oproepen om voor hem te vechten en probeert de ultieme kracht van alle Sentaiteams te bemachtigen voordat de Gokaiger dit kunnen doen. Hij verschijnt doorgaans in een menselijke gedaante, maar indien er gevochten moet worden toont hij zijn ware vorm; een monsterlijke piraat. In aflevering 49 verslaat Marvelous hem in een duel en ontneemt Basco zo alle krachten die hij reeds gestolen heeft. Basco's schip, de Free Joker, wordt in de laatste aflevering door de Gokaigers gebruikt om de Zangyack te bevechten.
- Sally (サリー, Sarī): een ruimteaap die als huisdier dient van Basco. Hij vecht met twee cymbals en kan enorme monsters creëren. Nadat Basco Sally zogenaamd verraad in de hoop dat de Gokaigers hem op zullen nemen in hun groep, en Sally zo de Ranger Keys kan stelen, gaat Sally echter echt om de Gokaigers geven. Hij offert zichzelf uiteindelijk op om Basco te helpen verslaan.
- Los Dark (ロスダーク, Rosu Dāku): de antagonist uit de film Kaizoku Sentai Gokaiger the Movie: The Flying Ghost Ship. Hij is een ondode kapitein van een spookschip.

Verschillende oude vijanden uit vorige Sentaiseries hebben gastrollen in de serie en de films:
Black Cross Kingde voormalige Black Cross Führer uit de serie Himitsu Sentai Goranger. Hij komt in de crossover-film weer tijdelijk tot leven en sluit zich aan bij de Zanyack.
Brajirade aartsvijand van de Goseigers.
Crime Minister Yogoshimacriteinleider van de Gaiark uit Engine Sentai Go-onger.
Chikarsonnede rechterhand van Yogoshimacritein
Kireizkyeen derde lid van de Gaiark die tijdens de film weer tot leven wordt gebracht.
Dagon, Ifrit en Cyclopsdrie van de Infershiagoden uit Mahou Sentai Magiranger.
Ryuuwonde koning van de Jaryuuclan en een van de vijanden van de Boukengers. Hij komt weer tot leven dankzij een precious genaamd de Heart of Hades. Hij wordt permanent verslagen door Gokaioh.
Agent Abrellaeen intergalactische wapenhandelaar en vaste tegenstander van de Dekarangers.
Baseball Maskeen lid van het Black Cross Army.
Shitaride strategist van de Gedoushu en tegenstander van de Shinkengers. Hij speelt mee in aflevering 40, waarin de Gokaigers terugreizen in de tijd.
Metal-Aeen lid van de Mantrintis en tegenstander van de Goseigers. Ook hij speelt mee in aflevering 40.

## Ranger keys
De Ranger Keys (レンジャーキー, Renjā Kī) vormen een belangrijk onderdeel van de plot in de serie. Het zijn speciale sleutels waarmee de Gokaigers kunnen veranderen in elke andere Sentaikrijger uit een vorig team. Indien ze veranderen in een Sentai van het andere geslacht, past hun kostuum zich automatisch aan. Tevens kunnen ze hun mecha met deze sleutels extra mogelijkheden geven. Behalve sleutels van sentaikrijgers bestaan er ook sleutels van andere helden die aan de kant van een Super Sentai-team meevochten, zoals Signalman uit Gekisou Sentai Carranger en BullBlack uit Seijuu Sentai Gingaman.
De rangerkeys ontstonden toen de Super Sentai hun krachten opgaven om de eerste invasie van de Zangyack te stoppen. De sleutels lagen verspreid over het universum en werden nadien verzameld door de rode piraten. Bij aanvang van de serie zijn enkele van de ranger keys in handen van Basco, maar de Gokaigers weten deze van hem te veroveren. Om optimaal gebruik te kunnen maken van een set Ranger Keys, moeten de Gokaiger de bijbehorende "ultieme kracht" van elk Sentaiteam ontsluiten. De Ranger Keys kunnen tevens voormalige Sentaikrijgers tijdelijk hun krachten teruggeven, zoals te zien is in aflevering 25 /26 en in de film Gokaiger Goseiger Super Sentai 199 Hero Great Battle.

## Mecha
- Gokai Galleon (ゴーカイガレオン, Gōkai Gareon): het schip van de Gokaiger. De Gokaig Galleon is een ruimteschip dat eruitziet als een klassiek galjoen met drie masten. Het is gewapend met meerdere kanonnen en kan de vier Gokai machines vervoeren.
  - Gokai Jet (ゴーカイジェット, Gōkai Jetto): Gokai Blue's vliegtuigmecha gewapend met meerdere energiekanonnen.
  - Gokai Trailer (ゴーカイトレーラー, Gōkai Torērā): Gokai Yellow’s mecha in de vorm van een trailer.
  - Gokai Racer (ゴーカイレーサー, Gōkai Rēsā): Gokai Green’s mecha in de vorm van een racewagen.
  - Gokai Marine (ゴーカイマリン, Gōkai Marin): Gokai Pink’s mecha in de vorm van een duikboot.

Pirate Combination Gokaioh (海賊合体ゴーカイオー, Kaizoku Gattai Gōkaiō): de primaire enorme robot van de Gokaigers, gevorm uit de Gokaig Galleon en de vier Gokai Machines. Gokaioh is gewapend met twee zwaarden, en een kanon in zijn torso.
Met behulp van de Ranger Keys kunnen de Gokaigers Gokaioh eigenschappen geven van de mecha van vorige Sentai Teams:
- Magi Gokaioh (マジゴーカイオー, Magi Gōkaiō): de combinatie van Gokaioh met de Magi Dragon (マジドラゴン, Maji Doragon) van Mahou Sentai Magiranger. In deze vorm kan Gokaioh onder andere vliegen.
- Deka Gokaioh (デカゴーカイオー, Deka Gōkaiō): de combinatie van Gokaioh met de Pat Striker (パトストライカー, Pato Sutoraikā) van Tokusou Sentai Dekaranger. Deze combinatie geeft Gokaioh de beschikkingover vuurwapens.
- Met behulp van de Gekiranger-keys kan Gokaioh de Geki Beasts (ゲキビースト, Geki Bīsuto, Geki Tiger, Geki Cheetah, Geki Jaguar, Geki Wolf, SaiDain) oproepen en gebruiken om zijn tegenstander aan te vallen.
- Gao Gokaioh (ガオゴーカイオー, Gao Gōkaiō): de combinatie van Gokaioh met de Gao Lion (ガオライオン, Gao Raion) van Hyakujuu Sentai Gaoranger. Gao Lion vervangt hierbij de benen van Gokaioh om zo een centaurachtige mecha te vormen.
- Shinken Gokaioh (シンケンゴーカイオー, Shinken Gōkaiō): een tweede combinatie van Gokaioh met Gao Lion, maar dan in gang gezet door de Shinkenger-keys. Hierbij vormt Gao Lion extra lichaamsbepantsering voor Gokaioh, die zo een samuraiachtig uiterlijk krijgt. Deze combinatie kan de vijf elementen beheersen en vecht met afwisselend een staf en een enorm zwaard.
- Met behulp van de Carranger-keys kan Gokaioh de Gokai Radical Racing Slash (ゴーカイ激走斬り, Gōkai Gekisō Giri) uitvoeren.
- Goren Gokaioh (ゴレンゴーカイオー, Goren Gōkaiō): De combinatie van Gokaioh met de Variblune; het vliegende fort van de Gorangers. Deze combinatie kan vliegen. Deze combinatie maakt zijn debuut in de film Gokaiger Goseiger Super Sentai 199 Hero Great Battle.
- Met behulp van de Goseiger-keys kan Gokaioh de primaire headders van de Goseigers' oproepen voor een aanval genaamd de Gokai All Headder Great Charge (ゴーカイオールヘッダー大進撃, Gōkai Ōru Heddā Daishingeki).
- Met behulp van de Boukenger-keys kan Gokaioh tijdelijk de robot Daibouken oproepen, en tevens gebruikmaken van diens zwaard voor een aanval genaamd de Gokai Adventure Drive (ゴーカイアドベンチャードライブ, Gōkai Adobenchā Doraibu).
- Met behulp van de GogoFive-keys kan Gokaioh eerst een reeks brandblussers oproepen voor de Victory Splash (ビクトリースプラッシュ, Bikutorī Supurasshu), en vervolgens een aanval uitvoeren genaamd de Gokai Prominence (ゴーカイプロミネンス, Gōkai Purominensu); gemodelleerd naar de aanval van Victory Robo.
- Hurricane Gokaioh (ハリケンゴーカイオー, Hariken Gōkaiō): een combinatie van GoKaiOh met de Fuuraimaru uit Ninpuu Sentai Hurricaneger. In deze vorm wordt Gokiaoh bedekt met shuriken die hij op zijn tegenstander kan afvuren.
- Goujyu Gokaioh (豪獣ゴーカイオー, Gōjū Gōkaiō): een combinatie waarbij Gokaioh van armen wisselt met Goujyujin. Deze combinatie wordt in gang gezet door de Abaranger-Keys.
- Met behulp van de Liveman-keys kan Gokaioh de Liveman's mecha oproepen.
- Met behulp van de Dairanger-keys kan Gokaioh een Qi-aanval uitvoeren.
- Met behulp van de GO-Onger keys kunnen de Gokaigers een Engine (een van de dier/machine hybriden uit de machinewereld) genaamd Machalcon oproepen en hem met GokaiOh laten combineren tot Go-on Gokaioh (ゴーオンゴーカイオー, Gōon Gōkaiō).
- Met behulp van de Kakuranger-keys kunnen de Gokaigers Ninjaman oproepen om voor hen te vechten.
- Met behulp van de Changemen-keys wordt Gokaioh’s kanon opgeladen met aardkracht en zo veranderen in de Gokai Power Bazooka.
- Met behulp van de Dynamen-keys verandert GokaiOh in een bal van licht die door een tegenstander heen wordt afgeschoten.
- Met behulp van de Jetmen-keys veranderd GokaiOh in een grote vuurvogel; de Gokai Jet Phoenix.

Goujyujin (豪獣神, Gōjūjin): de persoonlijke mecha van Gokai Silver, aangedreven door de Abaranger Keys, de Zyuranger Keys, en de Timeranger Keys. De Goujyujin bevindt zich doorgaans in het jaar 3000, maar kan door Gokai Silver met behulp van de Timeranger Keys naar het heden worden gehaald. Goujyujin kent naast zijn robotvorm nog twee alternatieve vormen; een vliegende tank genaamd Goujyu Drill (豪獣ドリル, Gōjū Doriru), en een godzilla-achtige robot genaamd Goujyu Rex (豪獣レックス, Gōjū Rekkusu). Net als GokaiOh kan ook hij extra eigenschappen krijgen van de rangerkeys:
- Met behulp van de Black Knight Key (horend bij Gingaman) kan Goujyujin een aanval uitvoeren gelijk aan die van BullTaurus.
- Met behulp van de Mega Silver-key krijgt Goujyujin een paar vleugels. Deze versie wordt Wing Goujyujin (ウイング豪獣神 Uingu Gōjūjin) genoemd.

Kanzen Gokaioh (カンゼンゴーカイオー, Kanzen Gōkaiō): de combinatie van GokaiOh, Gojyujin, en Machalcon. Deze combinatie komt beschikbaar wanneer de Gokaigers hun eigen ultieme kracht ontdekken. Kanzen Gokaioh is gewapend met een boor en raketten, en kan zijn vuist afvuren als projectiel.

## Afleveringen
Elke titel heeft dezelfde opbouw als de titels van een voorgaande Super Sentai-serie
1. The Pirate Sentai Appears! (海賊戦隊登場！, Kaizoku Sentai Tōjō!)
2. This Planet's Worth (この星の価値, Kono Hoshi no Kachi)
3. Changing Courage into Magic ~Maagi Magi Go Gokai~ (勇気を魔法に変えて～マージ・マジ・ゴー・ゴーカイ～, Yūki o Mahō ni Kaete ~Māji Maji Gō Gōkai~)
4. What Are Friends For? (何のための仲間, Nani no Tame no Nakama)
5. Judgment Pirates (ジャッジメント･パイレーツ, Jajjimento Pairētsu)
6. The Most Important Thing (一番大事なもの, Ichiban Daiji na Mono)
7. Niki-Niki! Kenpō Lesson (ニキニキ！拳法修行, Niki-Niki! Kenpō Shugyō)
8. Little Spy Tactics (スパイ小作戦, Supai Shōsakusen)
9. The Lion, Runs (獅子、走る, Shishi, Kakeru)
10. Card Game (トランプ勝負, Toranpu Shōbu)
11. The Serious Rebellion (真剣大騒動, Shinken Daisōdō)
12. The Guaranteed Showy Samurai (極付派手侍, Kiwametsuki Hade na Samurai)
13. Tell Me the Way (道を教えて, Michi o Oshiete)
14. Now For Traffic Safety (いまも交通安全, Ima mo Kōtsū Anzen)
15. A Privateer Appears (私掠船現る, Shiryakusen Arawaru)
16. Clash! Sentai vs. Sentai (激突！戦隊VS戦隊, Gekitotsu! Sentai Bāsasu Sentai)
17. The Awesome Silver Man (凄い銀色の男, Sugoi Gin'iro no Otoko)
18. The Big Abare With the Dinosaur Robot Drill (恐竜ロボットドリルで大アバレ, Kyōryū Robotto Doriru de Ō Abare)
19. Armor of the 15 Warriors (１５戦士の鎧, Jūgo Senshi no Yoroi)
20. The Lost Forest (迷いの森, Mayoi no Mori)
21. The Heart of an Adventurer (冒険者の心, Bōkensha no Kokoro)
22. A Promise on a Shooting Star (星降る約束, Hoshi Furu Yakusoku)
23. People's Lives are the Future of the World (人の命は地球の未来, Hito no Inochi wa Chikyū no Mirai)
24. Foolish Earthlings (愚かな地球人, Oroka na Chikyūjin)
25. Pirates and Ninjas (海賊とニンジャ, Kaizoku to Ninja)
26. Shushutto The Special (シュシュッとTHE SPECIAL, Shushutto Za Supesharu)
27. A More Than Usual Gokai Change (いつもより豪快なチェンジ, Itsumo yori Gōkai na Chenji)
28. Wings Forever (翼は永遠に, Tsubasa wa Eien ni)
29. The Abare Quick-Changing New Combination (アバレ七変化で新合体, Abare Shichihenge de Shin Gattai)
30. Just a Lone Friend's Soul (友の魂だけでも, Tomo no Tamashii Dake Demo)
31. Crash!! The Secret Operation (衝撃!!秘密作戦, Shōgeki!! Himitsu Sakusen)
32. One Power (力を一つに, Chikara o Hitotsu ni)
33. It's a Hero!!! (ヒーローだァァッ!!, Hīrō daaa!!)
34. A Wish Come True (夢を叶えて, Yume o Kanaete)
35. The Other Dimension (次元ノムコウ, Jigen no Mukō)
36. Pirate Partners (相棒カイゾ, Aibō Kaizoku)
37. The Strongest War-Machine (最強の決戦機, Saikyō no Kessenki)
38. The Power to Seize Dreams (夢を掴む力, Yume o Tsukamu Chikara)
39. Why? We're High School Students (どうして？俺たち高校生, Dōshite? Oretachi Kōkōsei)
40. The Future Is In the Past (未来は過去に, Mirai wa Kako ni)
41. Something I Don't Want to Lose (なくしたくないもの, Nakushitakunai Mono)
42. The Strongest Man in the Universe (宇宙最強の男, Uchū Saikyō no Otoko)
43. The Legendary Hero (伝説の勇者に, Densetsu no Yūsha ni)
44. A Lovely Christmas Eve (素敵な聖夜, Suteki na Seiya)
45. Confused Ninja (慌てん坊忍者, Awatenbō Ninja)
46. Hero Eligibility (ヒーロー合格, Hīrō Gōkaku)
47. The Results of Treason (裏切りの果て, Uragiri no Hate)
48. The Fated Showdown (宿命の対決, Shukumei no Taiketsu)
49. The Greatest Treasure in the Universe (宇宙最大の宝, Uchū Saidai no Takara)
50. The Day of the Deciding Battle (決戦の日, Kessen no Hi)
51. Good-Bye Space Pirates (さよなら宇宙海賊, Sayonara Uchū Kaizoku)

### Films
- Nog voor de première van de serie maakten de Gokaigers reeds hun debuut met een gastrol in de film “Tensou Sentai Goseiger vs. Shinkenger: Epic on Ginmaku”. Aflevering 40 van de serie speelt hier verder op in door te tonen hoe de Gokaigers terug in de tijd reizen en hoe het dus mogelijk is dat ze bij de gebeurtenissen uit die film betrokken waren.
- Gokaiger Goseiger Super Sentai 199 Hero Great Battle (ゴーカイジャー ゴセイジャー スーパー戦隊199ヒーロー 大決戦, Gōkaijā Goseijā Sūpā Sentai Hyakukyūjūkyū Hīrō Daikessen): een speciale film ter viering van het 35-jarig bestaan van Super Sentai.[4] De film draait voornamelijk om de Gokaiger, de Tensou Sentai Goseiger, en het allereerste Super Sentai-team, Himitsu Sentai Goranger. De film kwam uit op 11 juni 2011.[5]
- Kaizoku Sentai Gokaiger The Movie: The Flying Ghost Ship (海賊戦隊ゴーカイジャーTHE MOVIE 空飛ぶ幽霊船, Kaizoku Sentai Gōkaijā Za Mūbī Sora Tobu Yūreisen): een tweede film die uitkwam op 6 augustus 2011.
- Kaizoku Sentai Gokaiger vs Gavan ({{{2}}}): de 3e film die uitkwam op 21 januari 2012. Deze film is een cross-over met de serie Uchu Keiji Gavan uit 1982, waarmee het de eerste cross-over is tussen een Super Sentai-serie en een Metal Heroes-serie. De film is bedoeld om het 30-jarig jubileum van de Metal Heroes-series te vieren.
- Kamen Rider × Super Sentai: Super Hero Taisen (仮面ライダー×スーパー戦隊 スーパーヒーロー大戦, Kamen Raidā × Supā Sentai Supā Hīrō Taisen): een cross-over film tussen de Kamen Rider-series en Super Sentai-series. De film draait voornamelijk om de personages uit Gokaiger en Kamen Rider Decade, maar ook Kamen Rider Fourze en Tokumei Sentai Go-Busters komen in de film voor.

## Cast
- Captain Marvelous/Gokai Red (キャプテン・マーベラス／ゴーカイレッド, Kyaputen Māberasu/Gōkai Reddo): Ryota Ozawa (小澤 亮太, Ozawa Ryōta)[6][7]
- Joe Gibken/Gokai Blue (ジョー・ギブケン／ゴーカイブルー, Jō Gibuken/Gōkai Burū): Yuki Yamada (山田 裕貴, Yamada Yūki)[7][8]
- Luka Millfy/Gokai Yellow (ルカ・ミルフィ／ゴーカイイエロー, Ruka Mirufi/Gōkai Ierō): Mao Ichimichi (市道 真央, Ichimichi Mao)[7][9]
- Don Dogoier/Gokai Green (ドン･ドッゴイヤー／ゴーカイグリーン, Don Doggoiyā/Gōkai Gurīn): Kazuki Shimizu (清水 一希, Shimizu Kazuki)[7][10]
- Ahim de Famille/Gokai Pink (アイム・ド・ファミーユ／ゴーカイピンク, Aimu do Famīyu/Gōkai Pinku): Yui Koike (小池 唯, Koike Yui)[7][11]
- Commandant Oiles Gil (司令官ワルズ・ギル, Shireikan Waruzu Giru, Voice): Hirofumi Nojima (野島 裕史, Nojima Hirofumi)
- Chief of Staff Madaras (参謀長ダマラス, Sanbōchō Damarasu, Voice): Kōji Ishii (石井 康嗣, Ishii Kōji)
- Development Technical Officer Insane (開発技官インサーン, Kaihatsu Gikan Insān, Voice): Kikuko Inoue (井上 喜久子, Inoue Kikuko)
- Special Duty Officer Barizorg (特務士官バリゾーグ, Tokumu Shikan Barizōgu, Voice): Gaku Shindo (進藤 学, Shindō Gaku)
- Verteller: Tomokazu Seki (関 智一, Seki Tomokazu)

## Videospel
Super Sentai Battle: Ranger Cross (スーパー戦隊バトル　レンジャークロス, Sūpā Sentai Batoru Renjā Kurosu) is een spel voor de Wii ontworpen door Bandai Namco Games. Het spel werd uitgebracht op 9 september 2011.